# Паньи-ле-Шато
Паньи́-ле-Шато́ (фр. Pagny-le-Château) (/pa.ɲi⋅lə⋅ʃɑ.to/) — коммуна во Франции, находится в регионе Бургундия. Департамент коммуны — Кот-д’Ор. Входит в состав кантона Сёр. Округ коммуны — Бон.
Код INSEE коммуны — 21475.

## Население
Население коммуны на 2010 год составляло 498 человек.
| 1962 | 1968 | 1975 | 1982 | 1990 | 1999 | 2010 |
| ---- | ---- | ---- | ---- | ---- | ---- | ---- |
| 422  | 428  | 335  | 343  | 477  | 491  | 498  |

## Экономика
В 2010 году среди 325 человек трудоспособного возраста (15—64 лет) 251 были экономически активными, 74 — неактивными (показатель активности — 77,2 %, в 1999 году было 74,3 %). Из 251 активных жителей работали 223 человека (114 мужчин и 109 женщин), безработных было 28 (12 мужчин и 16 женщин). Среди 74 неактивных 22 человека были учениками или студентами, 35 — пенсионерами, 17 были неактивными по другим причинам.

## См. также

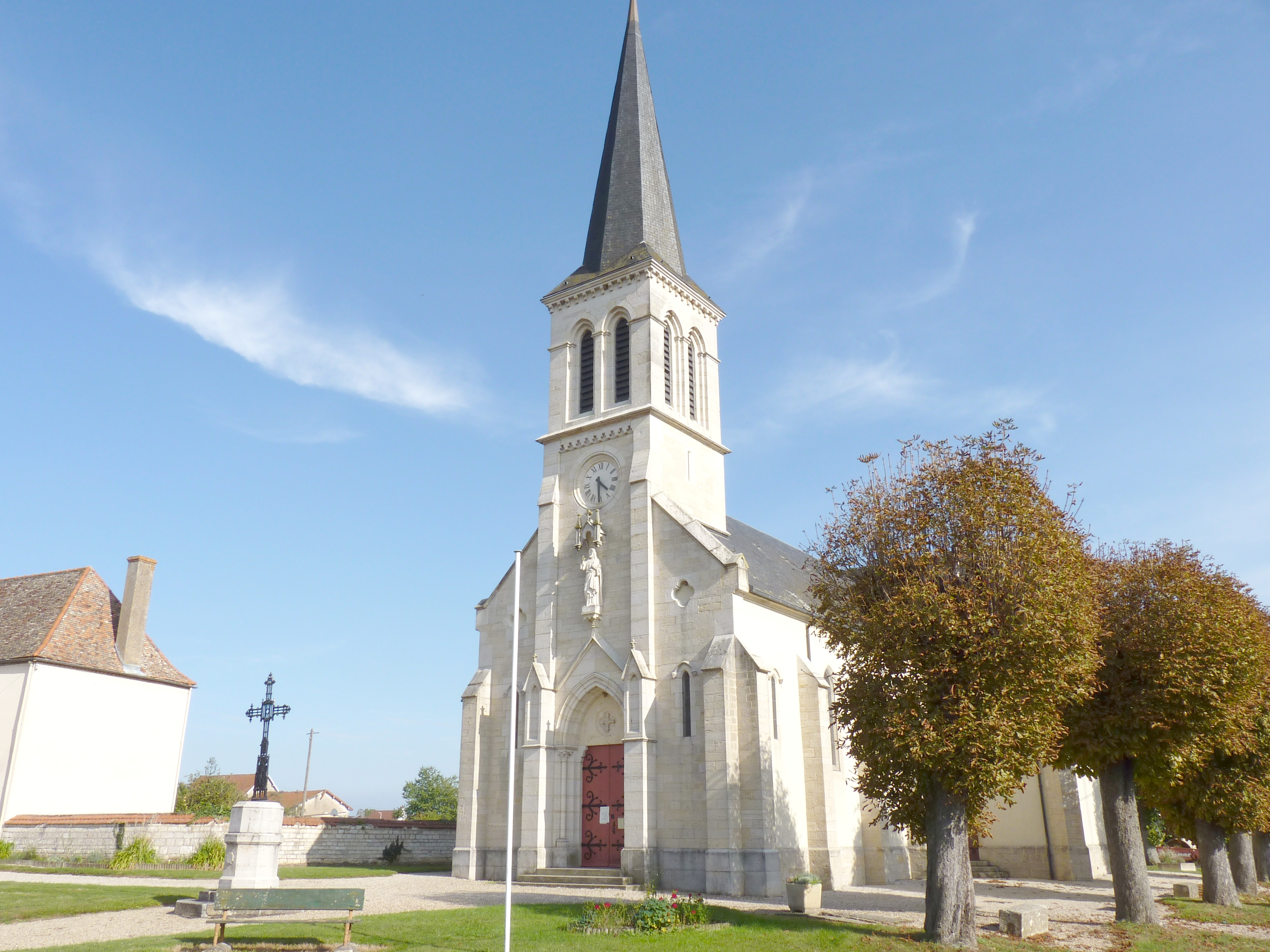
Церковь